# USS Kasaan Bay (CVE-69)
Авіаносець «Касаан Бей» (англ. USS Kasaan Bay (CVE-69)) — ескортний авіаносець США часів Другої світової війни, типу «Касабланка».

## Історія створення
Авіаносець «Касаан Бей» був закладений 11 травня 1943 року на верфі Kaiser Shipyards у Ванкувері. Спущений на воду 23 жовтня 1943 року, вступив у стрій 4 грудня 1943 року.

## Історія служби
Після вступу в стрій авіаносець «Касаан Бей» здійснював доставку літаків на Гавайські острови. У серпні 1944 року авіаносець брав участь у Південно-Французькій десантній операції.
Після повернення у США на початку 1945 року «Касаан Бей» використовувався як навчальний авіаносець для підготовки пілотів морської авіації.
Після закінчення бойових дій корабель перевозив американських солдатів та моряків на батьківщину (операція «Magic Carpet»).
6 липня 1946 року авіаносець був виведений в резерв. 12 липня 1955 року він був перекласифікований в ескортний вертольотоносець  CVHE-69.
1 березня 1959 року «Касаан Бей» був виключений зі списків флоту і 2 лютого 1960 року зданий на злам.